# Mount Vision
Mount Vision är ett berg i Antarktis. Det ligger i Östantarktis. Nya Zeeland gör anspråk på området. Toppen på Mount Vision är 478 meter över havet.
Terrängen runt Mount Vision är varierad. Trakten är obefolkad. Det finns inga samhällen i närheten.